# Iacube ibne Quilis

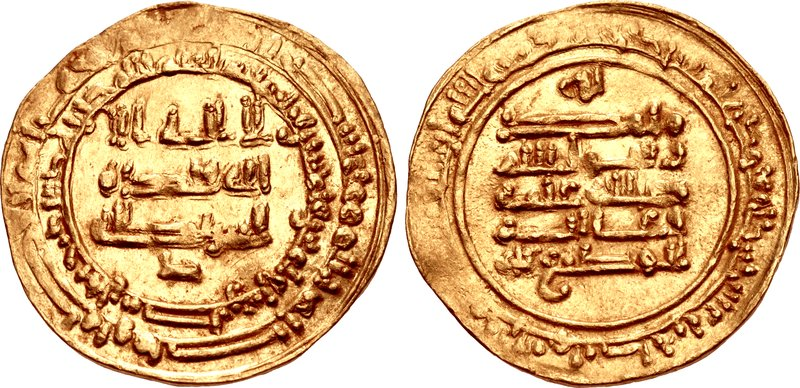
Dinar de ouro de Abul Misque Cafur emitido em 965/966 em Ramla

Abu Alfaraje Iacube ibne Iúçufe ibne Quilis (em árabe: أبو الفرج يعقوب بن يوسف بن كلس; romaniz.: Abu’l-Faraj Yaʿqūb ibn Yūsuf ibn Killis), comumente chamado só como Iacube ibne Quilis ou  ibne Quilis (em árabe: يعقوب ابن كلس; em hebraico: יעקוב אבן כיליס), foi um oficial de origem judia no Reino Iquíxida do Egito sob o vizir Abul Misque Cafur (946–968) e então no Califado Fatímida sob o califa Alaziz (r. 975–996). Nasceu em Bagdá em 930 e faleceu em fevereiro de 991. Foi o primeiro vizir do Califado Fatímida e teve relevante papel nas políticas do Estado.

## Vida
Iacube era judeu nasceu em 930 em Bagdá, então parte do Califado Abássida (750–1258). Migrou com seu pai à Síria e se fixou em Ramla, onde se tornou agente de mercadores. Segundo certa tradição, teria pego o dinheiro deles e não pôde repará-lo, a razão pela qual fugiu ao Reino Iquíxida do Egito e entrou no serviço do vizir Abul Misque Cafur. Ao conseguir a confiança de Cafur, apropriou-se de várias heranças cuja existência notificou e fazendo compras a si pelas quais Cafur pagava com saques em terras estatais. Obteve informação precisa das receitas de todas as vilas no país e o controle das despesas na Síria e Egito. Em 967, abraçou o islamismo e dedicou-se ao estudo assíduo do Alcorão e das leis sob orientação de um professor pela promessa do vizirato. Em 968, porém, Cafur faleceu e seu sucessor Jafar ibne Alfurate mandou prender Iacube por ciúmes. Sua filha se casaria com Alfurate mais tarde e Iacube seria liberto por subornos e intervenções da corte, fugindo em seguida à Ifríquia. É possível que à época tenha sido influenciado pela propaganda fatímida que estava sendo propagada.

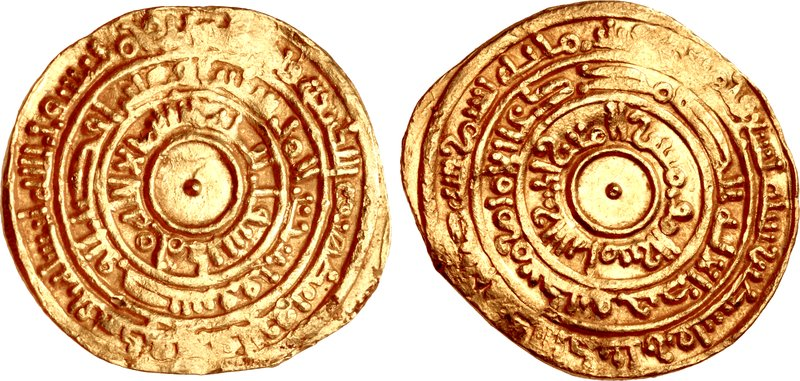
Dinar do califa Almuiz r.

Bilade Xame no século IX

Entrou no serviço do califa Almuiz Aldim Alá (r. 953–975), que se impressionou com suas qualidades como administrador. Retornou com Almuiz ao Egito em 969, encorajando-o a conquistá-lo. Desde o início de outubro de 973, foi encarregado da reorganização do sistema com auxílio de Usluje ibne Haçane. Suas medidas acresceram sensivelmente as receias do Estado e garantiram a confiança do dinar almuizi. Com a morte do califa em 975, continuou a administrar as finanças em nome de seu filho Alaziz (r. 975–996), que o nomeou vizir no início de agosto de 977 e aluazir alajal ("ilustre vizir") no Ramadã (fevereiro) de 979. Alaziz concedeu-lhe honras e riquezas e foi durante seu mandato, sob este califa, que o Egito desfrutou de enorme prosperidade e o Califado Fatímida chegou ao seu zênite territorial.
Na política externa, reconquistou Damasco do turco Alpetequim, aliado dos carmatas, mas quando o último, ao adquirir o favor califal, lhe faltou com respeito, o envenenou. Pôs fim à situação complicada criada na Síria e Palestina por Cassam, sucessor de Alpetequim em Damasco, o hamadânida Abu Taglibe, que chegou da Mesopotâmia Superior buscando fortuna na Síria, e Mufarrije ibne Daguefal ibne Aljarrá. Então forçou Baquejur, representante hamadânida em Homs e governador de Damasco sob nomeação de Alaziz, a deixar a sua capital; Iacube o odiava por ter matado seu representante nas terras que possuía ali e por tê-las ocupado. Na política doméstica, perdeu brevemente o favor califal por alguns meses em 983-984, quiçá pelo envenenamento de Alpetequim ou distúrbios causados por uma fome no Egito, logo recuperando seus escritórios e imensa fortuna. Se sabe que recorreu à bajulação de seu senhor, como no episódio das cerejas que trouxe para ele com pombos da Síria ou os versos que usou para explicar como que um de seus pombos superou o do califa numa corrida, fato que seus inimigos usaram para caluniá-lo.
Iacube se destacou pela vida magnificente que levou em seu palácio, a liberalidade para com estudiosos, juristas, médicos, homens de letras e poetas e a preocupação em promover o aprendizado, tendo mantido 35 juristas e sendo o primeiro a idealizar a conversão da Mesquita de Alazar numa universidade. Como sincero defensor do fatimismo, aprisionou um álida de Damasco que zombava da genealogia da dinastia reinante. Era especialista no fique ismailita, com todos os seus biógrafos enfatizando que compôs, a partir de tradições que recebeu de Almuiz e Alaziz, o tratado jurídico al-Risala al-waziriyya, que ministrou pessoalmente em palestras, e fátuas foram dados sob autoridade de seus ensinamentos. Construiu uma mesquita em seu palácio, supervisionou a construção da Mesquita de Aláqueme e adicionou em 988 a fauara (fonte) da Mesquita de Anre.
Contribuiu ao desenvolvimento do cerimonial fatímida, instituindo na corte corpo de tropas escolhidas (os cuadas) que desfilavam em procissão e fundando o regimento que levava seu nome, a altaifa vaziria (al-ta'ifa al-waziriyya). Seus biógrafos o elogiam muito, mas não escondem seus meios questionáveis que usou para alcançar o sucesso ou para se livrar de seus próprios inimigos e dos da dinastia. Em sua morte, no final de fevereiro de 991, Alaziz, que liderou a oração fúnebre, chorou e demonstrou grande pesar. O cristão Iáia ibne Saíde afirma que era digno disso, mas a população egípcia o acusou de mostrar grande favor aos cristãos e aos judeus.